# Брусівка (Кропивницький район)
Бру́сівка — село в Україні, в Устинівській селищній громаді Кропивницького району Кіровоградської області. Населення становить 384 осіб. Колишній центр Брусівської сільської ради.

## Географія
У селі бере початок Балка Коротяк.

## Історія
У часи Голодомору померло щонайменше 9 жителів села[джерело?].

## Населення
Згідно з переписом УРСР 1989 року чисельність наявного населення села становила 402 особи, з яких 190 чоловіків та 212 жінок.
За переписом населення України 2001 року в селі мешкали 394 особи.

### Мова
Розподіл населення за рідною мовою за даними перепису 2001 року:
| Мова       | Відсоток |
| ---------- | -------- |
| українська | 94,53 %  |
| молдовська | 3,65 %   |
| російська  | 1,82 %   |